# Munkfors
Munkfors är en tätort på ömse sidor om Klarälven och vid riksväg 62 cirka 60 km norr om Karlstad, Värmland. Orten är huvudsakligen belägen i Munkfors kommun, dock med en mycket liten del nordost om Stubbängen i Hagfors kommun. Munkfors är centralort och enda tätort i kommunen som bär dess namn. Bebyggelsen väster om älven, Munkerud, som från början är ett egnahemsområde, förenas medelst två broar med brukssamhället på den östra sidan. Tätortens namn kommer av ett laxfiske under hemmanet Munkerud.

## Historia
Munkfors historia går tillbaka till medeltiden då en pilgrimsled gick genom Klarälvsdalen till Olav den heliges grav i Nidaros. Enligt sägnen skall munkar från Alvastra kloster därför under 1100-talet ha anlagt ett rastställe för de många pilgrimerna som passerade.
Under 1600-talet expanderade järnframställningen i Värmland och flera nya bruk grundades. Johan Börjesson, borgmästare i Karlstad, hade låtit uppföra tre stångjärnshammare vid Ranån nordväst om Ransäter och 1670 tillkom Munkeruds hammare vid Munkforsen i Klarälven. Tackjärn till hammaren kom bland annat från Sunnemohyttan, som han låtit bygga redan 1640.
Under 1700-talet expanderade järnproduktionen ytterligare och Värmland kom nu att ha det största antalet bruk och den största produktionen i Sverige.
Från att ha varit splittrat på en mängd olika ägare började lagmannen Alef Herman Anrep köpa upp andelar i Munkfors för att bli ensam ägare. Fortfarande var Munkfors ett litet bruk och hade inte mer smide än i slutet av 1600-talet. År 1761 fick dock Anrep tillstånd, att anlägga en spiksmedja med två hammare. Sedan Anrep 1764 avlidit gifte hans änka Catharina Adelheim om sig med landshövdingen Johan Abraham Hamilton, som sedan tidigare innehaft andelar i olika bruk. Han skaffade 1782 privilegier för ytterligare två hammare. År 1783 fick han även tillstånd, att flytta hit en stångjärnshammare från Sverkersta bruk i Närke, kort därefter uppsattes en plåthammare och 1787 uppfördes en ny spikhammare. Makarna Hamilton var barnlösa och verksamheten övertogs av Catharina Adelheims brorson Johan Fredrik Borgström. Han lät planera om bruket och skapa en säkrare vattentillgång genom en kanal från älvbrinken norr om Stora fallet genom herrgårdsparken. Kort före sin död 1807 sålde Borgström Munkfors till den rike affärsmannen Niklas Björnberg. Han lät 1812 uppföra den nuvarande herrgården och uppförde 1818 en ny stålugn. Björnberg lät även köpa masugnarna i Stöpsjön och Fogdhyttan för att säkra tillgången till råjärn för bruket.
Niklas Björnberg avled 1829 och hans arvingar sålde 1830 bruket till Uddeholms AB. Det bestod då av 6 stångjärns- och ämneshärdar med plåtverk, 5 stångjärnshamrar, räckhamrar, spikhamrar och stålugn, ett sågverk, en kvarn, tegelbruk, laxfiske i Munkforsån, ett antal bondgårdar med underliggande torp samt 14.000 tunnland skog, förutom huvudandelarna i Stöpsjön och Fogdhyttans masugnar. Uddeholmsbolaget kom att genomföra en rad moderniseringar. Man övergick snart till lancashiresmide och hade 1843 sju lancashirehärdar i gång. År 1852 beslutade man sig för att ersätta hammarsmidet med valsning och 1856 stod det första valsverket i Munkfors färdig.
Nya götstålsmetoder gjorde också sitt intåg och i Munkfors var bruksförvaltaren Johan Fredrik Lundin en av pionjärerna för utvecklingen av martinprocessen. Lundin avled dock redan 1868, ett år innan metoden infördes i industriell skala vid Munkfors bruk.
En annan person, som skulle få stor betydelse för Munkfors bruks utveckling, var Gustaf Jansson. Han blev brukschef 1884 efter att tidigare varit verksam i Amerika. Tillsammans med ingenjören A.G. Hellgren utvecklade han metoder för kallvalsning av stål vilket ledde till stora exportframgångar. Verksamheten har dock också omfattat profilverk för bandstål, manufaktur- och mekanisk verkstad, tråddrageri och fjäderfabrik. Som mest sysselsatte bruket 1 200 industriarbetare.
Under åren 1925-30 byggde man ett elkraftverk med två turbiner, som utnyttjade en samlad fallhöjd av 19 meter. År 1929 byggdes nya fabrikslokaler på Gärdet öster om det gamla området vid forsen och 1941 stängdes det gamla martinverket. En gammal martinugn i en vacker bruksmiljö alldeles intill Klarälvens högsta fall kan dock fortfarande beskådas vid byggnadsminnet Gamla Bruket i Munkfors.

### Administrativa tillhörigheter
Munkfors är belägen i Ransäters socken och ingick efter kommunreformen 1862 i Ransäters landskommun där Munkfors municipalsamhälle inrättades 9 maj 1941. År 1949 ombildades landskommunen med municipalsamhället till Munkfors köping, som 1971 uppgick i Munkfors kommun med Munkfors som centralort. Genom förtätning har också orten Södra Bogerud i Norra Råda socken nordost om den ursprungliga orten växt samman och är nu del av tätorten.
I kyrkligt hänseende hörde orten före 1918 till Ransäters församling, därefter till 2010 i Munkfors församling, sedan till 2013 i Munkfors-Ransäters församling och från 2013 i Forshaga-Munkfors församling. Delen i nordost har tillhört Norra Råda församling, som 2010 uppgick i Norra Råda-Sunnemo församling.
Orten ingick till 1882 i Kils tingslag och därefter till 1971 i Mellansysslets tingslag. Från 1971 till 2005 ingick Munkfors i Sunne tingsrätts domsaga och orten ingår sedan 2005 i Värmlands tingsrätts domsaga.

### Befolkningsutveckling
| Befolkningsutvecklingen i Munkfors 1960–2020        | Befolkningsutvecklingen i Munkfors 1960–2020 | Befolkningsutvecklingen i Munkfors 1960–2020 | Befolkningsutvecklingen i Munkfors 1960–2020 | Befolkningsutvecklingen i Munkfors 1960–2020 |
| --------------------------------------------------- | -------------------------------------------- | -------------------------------------------- | -------------------------------------------- | -------------------------------------------- |
|                                                     |                                              |                                              |                                              |                                              |
| År                                                  |                                              |                                              | Folkmängd                                    | Areal (ha)                                   |
| 1960                                                | 1960                                         |                                              | 4 841                                        |                                              |
| 1965                                                | 1965                                         |                                              | 4 821                                        |                                              |
| 1970                                                | 1970                                         |                                              | 4 683                                        |                                              |
| 1975                                                | 1975                                         |                                              | 4 571                                        |                                              |
| 1980                                                | 1980                                         |                                              | 4 308                                        |                                              |
| 1990                                                | 1990                                         |                                              | 3 987                                        | 735                                          |
| 1995                                                | 1995                                         |                                              | 3 811                                        | 736                                          |
| 2000                                                | 2000                                         |                                              | 3 376                                        | 736                                          |
| 2005                                                | 2005                                         |                                              | 3 224                                        | 736                                          |
| 2010                                                | 2010                                         |                                              | 3 054                                        | 731                                          |
| 2015                                                | 2015                                         |                                              | 2 834                                        | 603                                          |
| 2018                                                | 2018                                         |                                              | 2 957                                        | 609                                          |
| 2020                                                | 2020                                         |                                              | 2 916                                        | 623                                          |
| Anm.: 2015 utbröts småorten Forsudden och Mossängen |                                              |                                              |                                              |                                              |

## Näringsliv

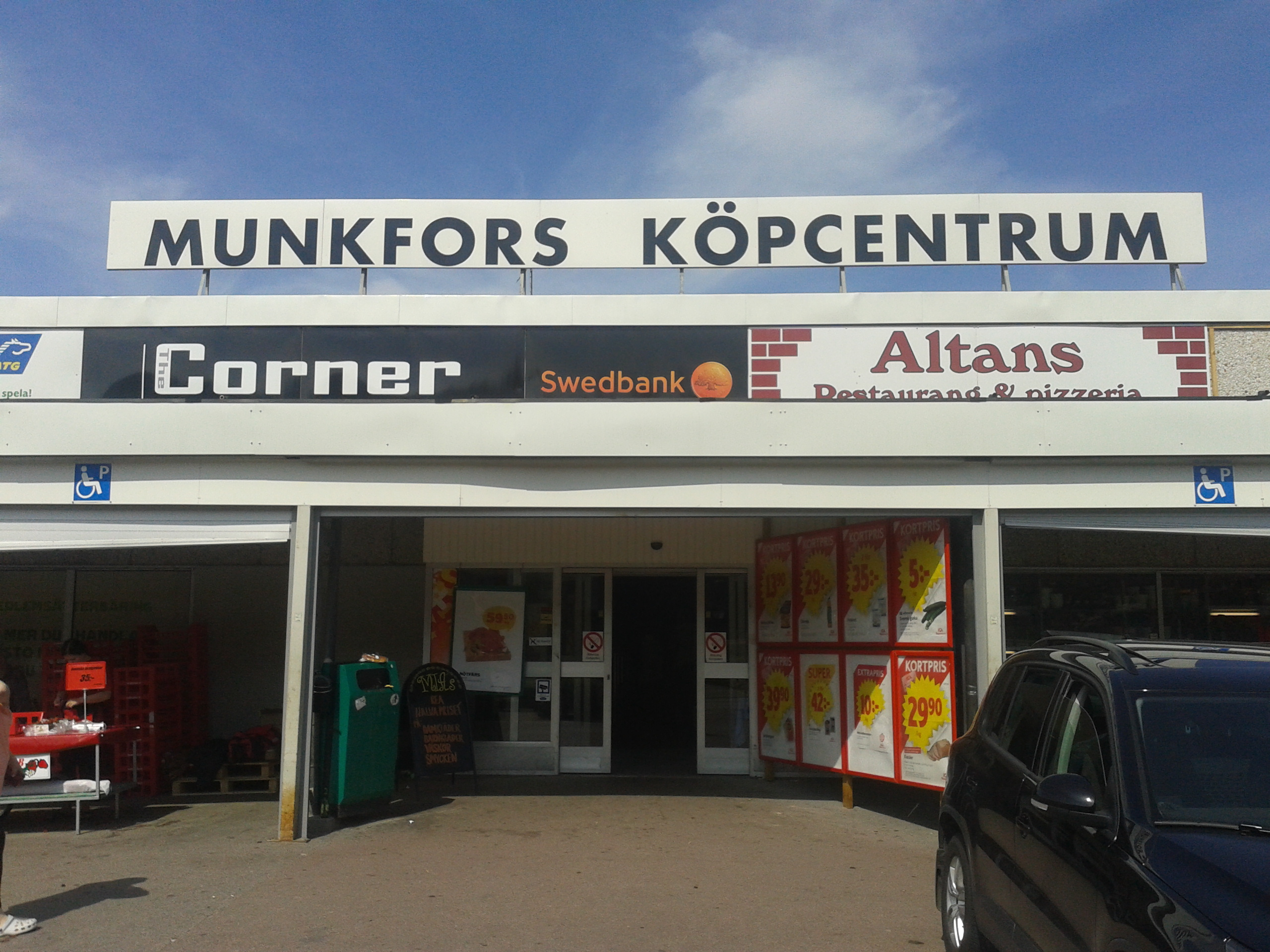
Huvudingången till Munkfors köpcentrum i juli 2013

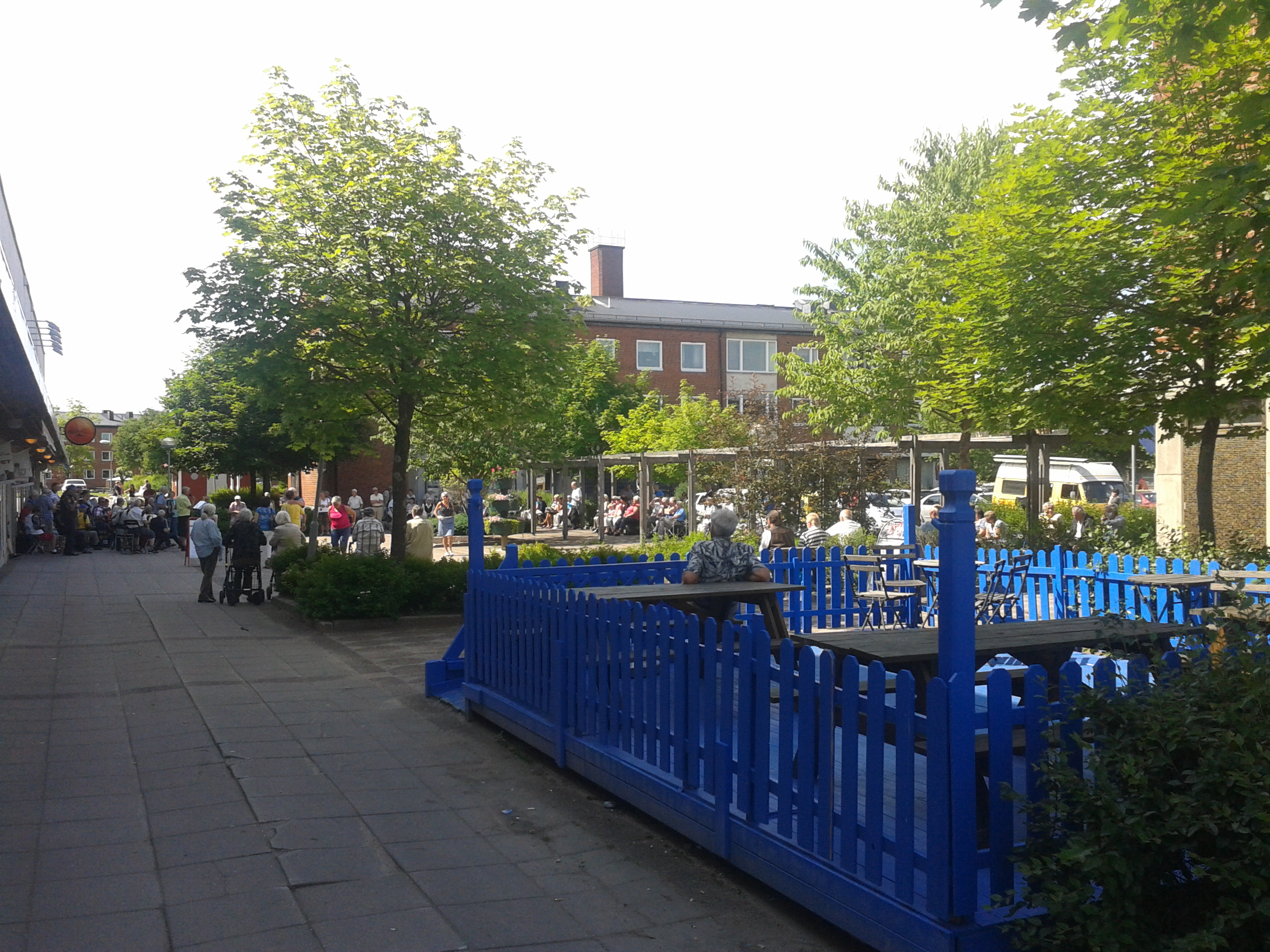
Uppträdande intill Munkfors köpcentrum i juli 2013

Järnhanteringen har gamla anor och många av de stora företagen i Munkfors kommun arbetar inom stålindustrin än idag. Det företag som länge dominerat i Munkfors är Uddeholm Strip Steel AB som producerar kallvalsat bandstål för leverans över hela världen. Under det senaste decenniet har även två andra företag växt sig starka i Munkfors, AB Munkforssågar och Inission AB. AB Munkforssågar förädlar stål till sågar och knivar och mycket av det här stålet kommer givetvis från Uddeholm Strip Steel AB. Inission AB är ett elektronikföretag som producerar apparatur och kretskort inom många branscher till många olika kunder runt om i världen. Ett tredje företag som växt sig allt starkare under de senaste åren är Harry Holms AB som tillverkar rostfria trådprodukter inom bl.a. sjukvårdsindustrin. 

### Företag i Munkfors i urval
- Böhler Uddeholm Precision Steel AB
- Inission AB (Fd EDC AB)
- Munkfors Industri, med dotterföretagen AB Munkforssågar, Munkfors Sawmill Support AB och  Swedev AB
- Calligraphen AB
- Harry Holms AB

## Museer
"De ovanligas museum" har 2012 öppnats i konstnären Lars Lerins gamla museilokal på Laxholmen i Munkfors. I Munkfors finns också ett Fridolf Rhudin-museum. "Föreningen Gamla Bruket" bedriver museum över Munkfors brukshistoria som har anor ända sedan 1670-talet. I byn Ransäter vid Klarälven finns även "Erlandergården", där statsminister Tage Erlander växte upp. På gården finns ett museum över statsmannens liv och verk.

## Sport och fritid
Ishockey är traditionellt sett en stor sport i Munkfors och bygdens lag IFK Munkfors spelar nu i Division 2. IFK Munkfors hockeylag har fostrat spelare som Thommie Bergman, Peter Nordström, Pelle Prestberg och senaste talangerna heter Jens Skålberg och Peter Wennerström som båda spelar i det allsvenska topplaget Örebro HK (Wennerström är utlånad från Färjestads BK). Pelle Prestberg gör nu sin andra sejour i Leksands IF och Peter Nordström har lagt hockeyn på hyllan på grund av skadebekymmer.

## Kända personer från Munkfors
- Thommie Bergman, ishockeyspelare i IFK Munkfors, KB Karlskoga, Södertälje SK, Västra Frölunda IF, Detroit Red Wings, Winnipeg Jets, Virgina Wings, Adriondack Wings[13]
- Bo Englund, skulptör[14]
- Charlotte Karlinder, tysk TV-programledare född i Munkfors[15]
- Lars Lerin, konstnär[16]
- Gunnar Ljusterdal, journalist[17]
- Peter Nordström, ishockeyspelare i IFK Munkfors, Leksands IF, Färjestad BK, Boston Bruins, Providence Bruins[18]
- Olle i Skratthult, sångare och bondkomiker[19]
- Bosse Parnevik, imitatör och komiker[20]
- Pelle Prestberg ishockeyspelare i IFK Munkfors, Sunne IK, Färjestad BK, Frölunda HC, Leksands IF[21]
- Fridolf Rhudin, komiker, film- och revyskådespelare[22]
- Jens Skålberg, ishockeyspelare i IFK Munkfors, Forshaga IF, Grums IK,Örebro HK, Färjestad BK & Finska TPS Åbo[23]
- Peter Wennerström, ishockeyspelare i IFK Munkfors, Skåre BK, Bofors, Färjestad BK, Örebro HK[24]